# Fokföldi fűposzáta
A  fokföldi fűposzáta (Sphenoeacus afer) a madarak osztályába, ezen belül a verébalakúak (Passeriformes) rendjébe és a Macrosphenidae családba tartozó Sphenoeacus nem egyetlen faja. Korábban az óvilági poszátafélék (Sylviidae) családjába sorolták. 19-23 centiméter hosszú. A Dél-afrikai Köztársaság, Mozambik, Szváziföld és Zimbabwe füves területein honos. Rovarokkal, fűmagokkal táplálkozik. Az esős évszakban költ.

## Alfajai
- S. a. excisus (Clancey, 1973) – kelet-Zimbabwe, délnyugat-Mozambik;
- S. a. natalensis (Shelley, 1882) – északkelet-Dél-afrikai Köztársaság, nyugat-Szváziföld;
- S. a. intermedius (Shelley, 1882) – kelet-Dél-afrikai Köztársaság;
- S. a. afer (J. F. Gmelin, 1789) – dél- és délnyugat-Dél-afrikai Köztársaság.

## Fordítás
- Ez a szócikk részben vagy egészben  a   Cape grassbird című angol Wikipédia-szócikk fordításán alapul.  Az eredeti cikk szerkesztőit annak laptörténete sorolja fel. Ez a jelzés csupán a megfogalmazás eredetét és a szerzői jogokat jelzi, nem szolgál a cikkben szereplő információk forrásmegjelöléseként.